# 최경아
최경아(1969년 ~ )는 대한민국의 여성 만화가이다. 1991년 겨울나비로 데뷔하였으며 만화가 이빈, 원수연, 한승원과 지인 사이로 있다. 배우자는 만화가 엄재경이다. 
여동생인 최경선도 만화가로 활동하였던 적이 있다. 

## 주요작품
- 사랑나와라 뚝딱
- 스노우 드롭
- 폴링 인 러브
- BiBi
- 크레이지 커피 캣 (네이버 웹툰)
- 우리의 이상한 여행(네이버 웹툰)
- 우렁집사
- 속삭이는 e로맨스 (네이버 웹툰)